# Haplodiscus bocki
Haplodiscus bocki är en plattmaskart som beskrevs av Jürgen Dörjes 1970. Haplodiscus bocki ingår i släktet Haplodiscus och familjen Convolutidae. Inga underarter finns listade i Catalogue of Life.